# Metagrion aurantiacum
Metagrion aurantiacum is een libellensoort uit de familie van de Argiolestidae, onderorde juffers (Zygoptera).
De wetenschappelijke naam van de soort is voor het eerst geldig gepubliceerd in 1898 als Argiolestes aurantiacus door Ris.